# Bonaparte jako pierwszy konsul
Bonaparte jako pierwszy konsul (fr. Bonaparte, Premier Consul) – portret olejny Jeana-Auguste’a-Dominique’a Ingres’a z 1804, przedstawiający Napoleona Bonaparte jako Pierwszego Konsula. Obecnie przechowywany w Musée d’Art Moderne et d’Art Contemporain w Liège w Belgii.

## Okoliczności powstania obrazu
W 1803, po podróży Napoleona i jego żony Józefiny po północnych departamentach Francji, rządzący zdecydowali o umieszczeniu portretów Pierwszego Konsula w pięciu miastach regionu w celu przypomnienia obywatelom o ich lojalności wobec nowej władzy. Ostatecznie zlecenie wykonania portretów Napoleona dostało od ministra spraw wewnętrznych pięciu artystów: Ingres, Marie-Guillemine Benoist, Jean-Baptiste Greuze, Robert Lefèvre oraz Charles Meynier. Obraz Ingres’a został przeznaczony dla miasta Liège, a malarz ukończył pracę nad nim w 1804. Obecnie jest przechowywany w Musée d’Art Moderne et d’Art Contemporain de la Ville de Liège.

## Opis

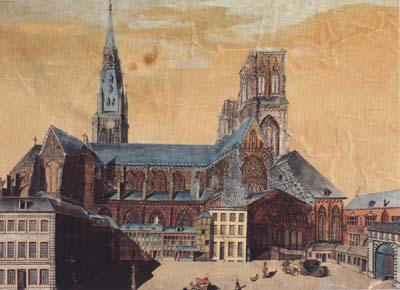
Katedra św. Lamberta w Liège w 1780.

Dzieło Ingres’a przedstawia pełny wizerunek Napoleona Bonaparte. Jest on ubrany w purpurowy uniform (kolor władzy). Jego lewa ręka, na znak mądrości i dojrzałości, jest schowana za żakiet. U boku przy pasie widnieje miecz, znajdujący się w pochwie. Prawą ręką Napoleon wskazuje na dekret z 1803, przeznaczający 300 tysięcy franków na odbudowę miasta, zniszczonego częściowo przez wojska austriackie 9 lat wcześniej.
W oknie widać panoramę Liège z katedrą św. Lamberta na pierwszym planie. Katedra została zniszczona w 1794 w czasie rewolucji francuskiej i w momencie powstania obrazu jej pozostałości były w trakcie rozbiórki.